# Голосієве-88
Голосієве-88 (рос. Голосеево-88) — джазовий фестиваль, який проводився у Києві з кінця 1988-го до початку 1990-х рр. Київським джаз-клубом, Українським республіканським відділенням Центру музичної інформації Спілки композиторів СРСР, організаційним Комітетом міжнародних, всесоюзних та республіканських музичних фестивалів «Голосієве».

## Учасники
- Костянтин Віленський[1]
- Брати Гадюкіни[2]
- Кому Вниз[3]
- Сергій Хмельов[4]
- Дети Майора Телятникова[5]
- Т.Е.С.Т.